# 香港航空 (1947年)
香港航空（英語：Hong Kong Airways），簡稱港航，是香港历史上的一家提供民航服務的航空公司。
香港航空的主要股東是怡和洋行和英國海外航空（BOAC，英國航空的前身），經營期間兩家公司的股權比例曾大幅度變動，因此兩家公司均曾主導港航的營運。
港航旗下機隊主要由道格拉斯DC-3和維克斯子爵式組成。

## 誕生
香港航空成立於1947年，英國海外航空是最大出資者。當時中國實施天空開放政策，容許兩地的其中兩間航空公司飛行中港航線。因此，英國海外航空遂透過港航經營往返大陸的航線。

## 發展
後來，香港政府為了舒緩港航與另一間本地航空公司——國泰航空的競爭，實施了「南北分界」：港航獲分配往香港以北目的地（包括中國大陸、日本、韓國及台灣等地）的航線牌照，而國泰航空則擁有前往香港以南目的地（包括東南亞及澳洲等地）的航線牌照:76。至於往菲律賓航線，則由兩間航空公司合作經營。
四十年代末是港航的全盛時期。當時大批內地富裕難民為逃避戰亂（國共內戰）而來港，令港航經營的多條往返中國大陸的航線皆十分繁忙——當時單是來往廣州的航線，一天便有4班以上。但中華人民共和國成立後跟香港斷航，令港航失去多條主要航線。港航随后于1949年11月开通台北航线。繼後，由於韓戰的理由，朝鮮半島航線也因安全理由而斷航（至韓戰結束後恢復至南韓的航線），經營變得更見困難。後來，港航的航線更只剩下日本和台灣航線。
隨著經營惡化，英國海外航空將大部份股權讓給怡和洋行。怡和入主港航後為減低營運成本，放棄了原本的DC-3機隊，改為向其他航空公司租用飛機。

## 結業前航點
| 國家或地區     | 目的地               |
| -------------- | -------------------- |
| 英屬香港       | 香港-啟德（基地）    |
| 中华人民共和国 | 廣州-白雲、上海-龍華 |
| 中華民國       | 台北-松山            |
| 日本           | 東京-羽田、沖繩      |
|                | 首爾-金浦            |
| 菲律賓         | 馬尼拉               |

## 結業
1954年，英國海外航空再次入主港航，並購置兩部全新的維克斯子爵式客機，銳意革新。港航增開漢城、東京航線及重開馬尼拉航線，但仍然未能擺脫虧損。1958年，太古洋行旗下的國泰航空全面收購香港航空併入，1959年原牌照繳交。

## 後續
怡和洋行出售香港航空股權後，仍有參與航空業務。旗下的怡和航空一直獨家代理世界多家航空公司（包括英國航空）在香港的機票業務，至2000年止。在1988年，怡和航空進行重組，並成立了怡中航空服務有限公司，以作為怡和集團與中航的合資公司，專門在機場就旅客、飛行調度、配載平衡、貨運等範疇提供完善的地勤服務。另外，怡和亦有經營在香港國際機場的地勤服務。
2005年底，海航集團收購了中富航空的45%股權，並於2006年9月30日改名為香港航空。但該公司與此原有的「香港航空」並沒有任何關係。

## 外部連結
- 香港航空時間表收藏品 （页面存档备份，存于）（繁體中文）
- 香港航空飛機照片（英文）
- 1958年啟德機場香港航空班機起飛畫面 （页面存档备份，存于）